# Pierina Legnani

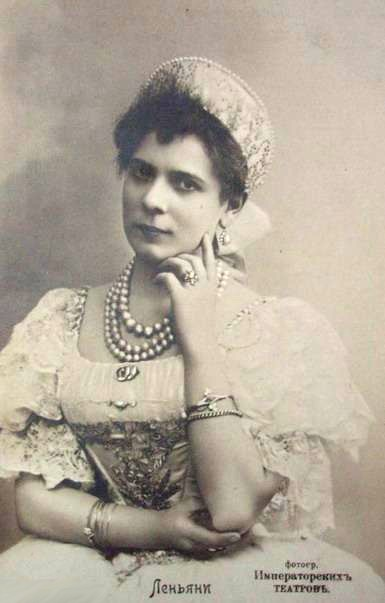
Pierina Legnani.

Pierina Legnani (ur. 30 września 1863, zm. 15 listopada 1930) – włoska tancerka.
Od 1893 do 1901 przebywała w Rosji, gdzie była primabaleriną Teatru Maryjskiego w Petersburgu oraz odtwórczynią głównych partii w baletach Piotra Czajkowskiego i Aleksandra Głazunowa w choreografii Mariusa Petipy.